# Salix shihtsuanensis
Salix shihtsuanensis är en videväxtart som beskrevs av C. Wang och C.Y. Yu. Salix shihtsuanensis ingår i släktet viden, och familjen videväxter.

## Underarter
Arten delas in i följande underarter:
- S. s. glabrata
- S. s. globosa
- S. s. sessilis